# Венґлево (Познанський повіт)
Венґлево (пол. Węglewo, нім. Köhlersfelde) — село в Польщі, у гміні Победзиська Познанського повіту Великопольського воєводства.
Населення — 212 осіб (2011).
У 1975-1998 роках село належало до Познанського воєводства.

## Демографія
Демографічна структура станом на 31 березня 2011 року:
|          | Загалом | Допрацездатний вік | Працездатний вік | Постпрацездатний вік |
| -------- | ------- | ------------------ | ---------------- | -------------------- |
| Чоловіки | 100     | 22                 | 65               | 13                   |
| Жінки    | 112     | 26                 | 55               | 31                   |
| Разом    | 212     | 48                 | 120              | 44                   |